# Велозаводская улица (Москва)
Велозаво́дская у́лица — улица на границе Даниловского и Южнопортового района Южного и Юго-Восточного административных округов города Москвы. Расположена между улицами Сайкина и Симоновский Вал. Является частью трассы М4 (и, соответственно, М6) в пределах Москвы.
Названа в 1930-е годы по находившемуся на ней Московскому велосипедному заводу (МВЗ) (ныне АО "Корпорация «Комета»", Велозаводская ул., 5).

## Расположение
Велозаводская улица начинается в месте окончания нечётных домов улицы Симоновский Вал; на некотором протяжении трассы по одну сторону расположены дома, относящиеся к улице Симоновский Вал, а по другую — к Велозаводской улице (13-я городская больница). Перед домами № 3 и № 2б пересекается с Новоостаповской и Восточной улицами, у домов № 7/1 и № 6 пересекается с 1-й улицей Машиностроения и улицей Ленинская слобода. Неподалёку от дома № 6 в улицу вливается Автозаводская улица, а у дома № 13 — 2-я улица Машиностроения. Велозаводская улица заканчивается Сайкинским путепроводом через Третье транспортное кольцо.

## История
В 1936—1937 годах в начале Велозаводской улицы, близ пересечения с Новоостаповской улицей, по проекту архитектора И. Ф. Милиниса были построены два конструктивистских жилых дома для работников Автозавода имени Сталина. На прилегающем участке планировалось построить 21 жилой корпус, теннисный корт, волейбольную площадку, детский сад, ясли и школы. Построены были лишь дома, имеющие ныне адреса Велозаводская улица, 3/2 и Новоостаповская улица, 4, корпус 1. В 1939 году на пересечении с 1-й улицей Машиностроения был построен дом для ИТР завода шарикоподшипников имени Л. М. Кагановича, в облике которого сочетаются черты конструктивизма и сталинской неоклассики (проект выполнен в мастерской Наркомтяжпрома под руководством П. А. Голосова).

## Примечательные здания и сооружения

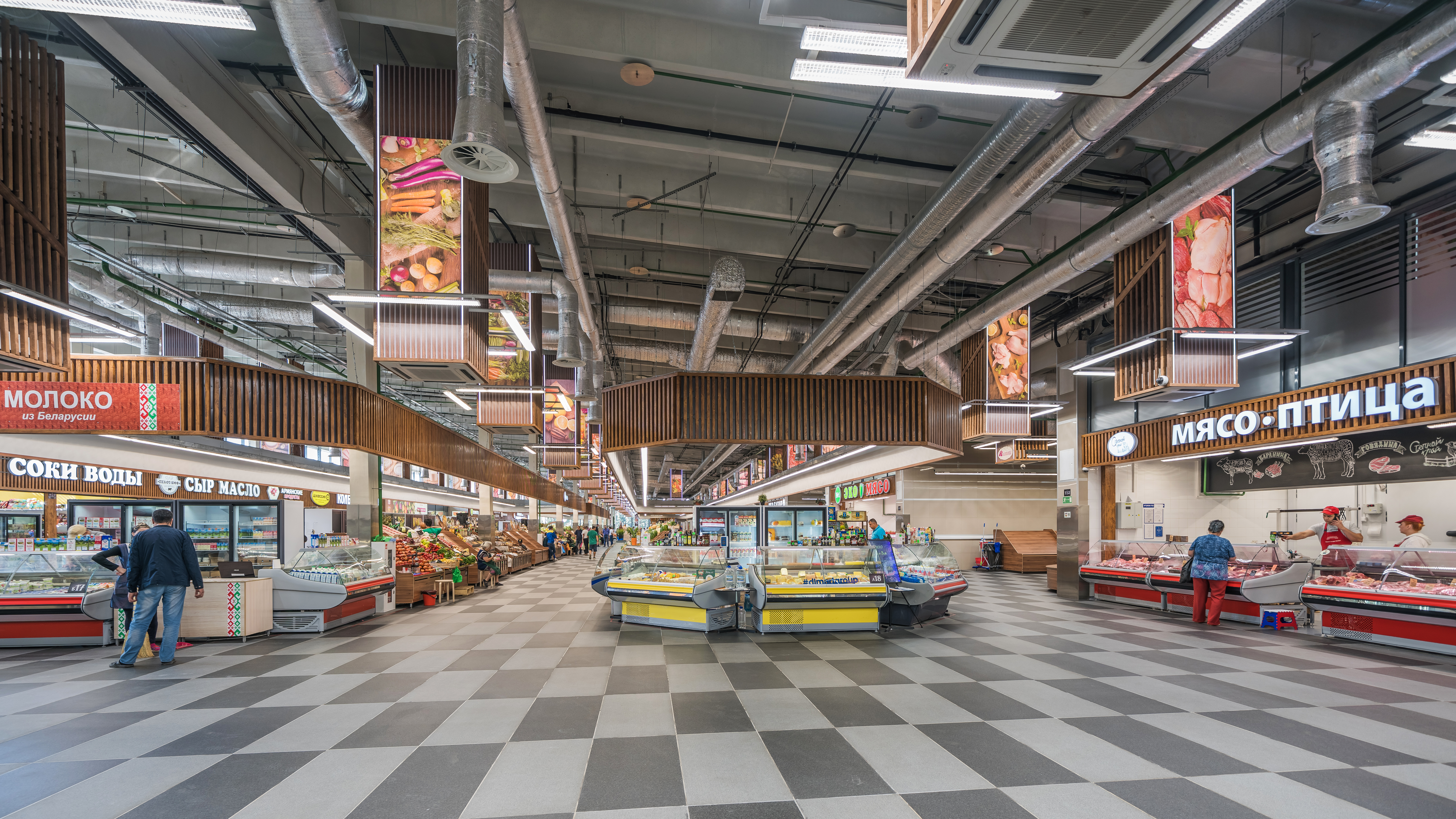
Велозаводский рынок

На улице, неподалёку от Велозаводской эстакады, расположен Велозаводский рынок.
- № 3/2 — жилой дом Автозавода имени Сталина (1936—1937, архитектор И. Ф. Милинис, стиль постконструктивизм). Милинис, один из авторов известного Дома Наркомфина, применил в проекте некоторые использованные там приёмы, например, соединение корпусов воздушными переходами; на момент строительства господствующим стилем была сталинская неоклассика, и как дань ордеру в проект были добавлены колоннады[2]
- № 5 — офисное здание с производственными цехами, в котором находится предприятие АО Корпорация «Комета», перед зданием расположен памятник конструктору А. И. Савину.
- 5с35 — здание кафе-столовой (1960-е; архитектор Л. А. Соколов; главный фасад украшен керамическими рельефами, выполненными скульпторами Н. А. Силисом и В. С. Лемпортом)[3]
- № 6 — жилой дом. Здесь жил боксёр, единственный 10-кратный чемпион СССР, призёр Олимпийских игр С. С. Щербаков[4].

## Организация автомобильного движения
Является обычной восьмиполосной улицей с традиционными перекрёстками.

## Общественный транспорт
Метро
- Станция метро  Автозаводская в 700 метрах от Велозаводской улицы
- Станция метро  Дубровка в 800 метрах от Велозаводской улицы
- Станция метро  Пролетарская, находится в 2.2 км от Велозаводской улицы, есть пересадка со станции  Крестьянская Застава, на которую можно попасть со станции  Дубровка за ~ 4 мин

Автобус
- Автобусы с799, 944, 766 на остановке Улица Ленинская Слобода
- Автобусы с856, е80, 944 на остановке Велозаводский рынок

Трамвай
- Трамваи номер 43 и 12 на остановке Метро Дубровка

Водный транспорт
- В трех километрах от улицы Велозаводской находится станция ЗИЛ по которой курсируют теплоходы. Их маршрут от Автозаводского Моста до парка Печатников